# Capparis stenosepala
Capparis stenosepala là một loài thực vật có hoa trong họ Capparaceae. Loài này được Urb. mô tả khoa học đầu tiên năm 1908.